# En fin Mand
En fin Mand (originaltitel The Snob) er en amerikansk stumfilm fra 1924 instrueret af Monta Bell.

## Medvirkende
- John Gilbert som Eugene Curry
- Norma Shearer som Nancy Claxton
- Conrad Nagel som Herrick Appleton
- Phyllis Haver som Dorothy Rensheimer
- Hedda Hopper som Mrs. Leiter
- Margaret Seddon som Mrs. Curry
- Aileen Manning som Lottie
- Hazel Kennedy som Florence